# Xiphicera
Xiphicera is een geslacht van rechtvleugeligen uit de familie Chorotypidae. De wetenschappelijke naam van dit geslacht is voor het eerst geldig gepubliceerd in 1817 door Lamarck.

## Soorten
Het geslacht Xiphicera  is monotypisch en omvat slechts de volgende soort:
- Xiphicera gallinacea (Fabricius, 1793)